# Culicoides nigeriae
Culicoides nigeriae är en tvåvingeart som beskrevs av Ingram och John William Scott Macfie 1921. Culicoides nigeriae ingår i släktet Culicoides och familjen svidknott. Inga underarter finns listade i Catalogue of Life.